# Средиземноморски тюлен монах
Вижте пояснителната страница за други значения на Монах.
Средиземноморският тюлен монах (Monachus monachus) или белокоремен тюлен, е смятан за най-рядкото перконого и за един от най-застрашените бозайници в света.

## Физически характеристики
Този вид тюлен монах достига дължина средно 2,40 m и тегло 320 kg в зряла възраст, като женската е малко по-дребна от мъжкия. Козината на женската варира от кафява до тъмно сива, като на корема тя е по-светла. Мъжките са с черна козина, а тази на корема им е почти бяла.

## Разпространение
Предишното месторазпространение на този тюлен се е простирало по протежение на бреговете на Средиземно и Черно море, навътре в Атлантическия океан, на юг до Кабо Верде (където вече е изчезнал) и на запад до Азорските острови (където също вече няма постоянна популация, а са забелязвани отделни животни, идващи от популацията на островите Дезертас.
В Черно море изчезва първоначално от крайбрежията на Украйна, Русия и Грузия, след това – от това на Румъния и Турция. За последен път при Созопол е наблюдаван през 1975 г., а при Калиакра – през 1979 г. По българското крайбрежие най-голям брой тюлени (25 екз.) наведнъж са били наблюдавани при Созопол в началото на 1960-те години. При Маслен нос има едно наблюдение от 1991 г.
В България са известни 2 находища на този тюлен в българския сектор на р. Дунав (при с. Стълпище, Русенско) и при гр. Никопол, както и 23 по българското черноморско крайбрежие (от Дуранкулак до Силистар). Многобройните наблюдения на тюлени по нашето Черноморие обхващат всички сезони на годината – от 5 януари до 8 декември. Малки тюленчета са регистрирани най-малко 4 (до 7) пъти, като два от тях са регистрирани умрели (като трупове). За изчезването на вида има две основни причини: (1) прякото му унищожаване от рибари, граничари и войници и (2) безпокойство поради засилената туристическа ерозия на крайбрежните скалисти брегове и драстичното увреждане на местообитанията му. И двете са резултат от ниската природозащитна култура на местното население, вкл. и на местните власти. Тюленът монах не може да бъде възстановен по българското Черноморие поради постоянно влошаващите се условия за живот в бившите местообитания на вида.

## Начин на живот и хранене
Средиземноморският тюлен монах е активен денем и се храни с риба (змиорка, сардина, риба тон и др), мекотели (най-вече октоподи) и ракообразни. На ден може да погълне до три килограма храна.
По време на линеенето и размножаването прави лежища на пясъчно-каменисти брегове.

## Размножаване
Бременността продължава 10 – 11 месеца. Женската ражда едно малко, най-често през есента. За целта използва недостъпни подводни пещери, макар че исторически текстове свидетелстват, че в миналото това е ставало и на плажната ивица. От XVIII век насам липсват описания на подобни раждания. Малкото е с дължина приблизително 80 cm и тегло около 16 – 17 kg и за пръв път влиза във водата на две седмици. То се ражда с черна бебешка козина, често с бяло петно на корема. Формата на това петно може да бъде използвана за идентифициране на отделните индивиди. Отбиването става между петата и седемнадесетата седмица. Средиземноморският тюлен монах достига полова зрялост на четвъртата година и живее до повече от двадесет години.

## Природозащитен статус
Редица са били причините за драматичния спад на популацията на средиземноморския тюлен монах, най-вече промишленият му лов (особено по времето на Римската империя и Средновековието) и унищожаването му през XX век от рибарите, които го считали за напаст, защото тюлените често късали пълните с риба мрежи, опитвайки се да изядат рибата в тях. Друга основна причина е урбанизацията на бреговата ивица. През 60-те години на XX в. става ясно, че видът е в бърз упадък и изчезването му от българското крайбрежие е твърде вероятно. Средиземноморският тюлен монах е изчезнал от Мраморно море поради замърсяване и натоварения трафик от кораби, минаващи през Дарданелите и Босфора. Последният сигнал за тюлен в Черно море датира от края на деветдесетте години на XX век. През 2004 г. край Аркутино също е забелязан тюлен, но не е фотографиран. Вероятно е доплувал от изчезнала вече колония по турското крайбрежие. Планирано е да бъде внесена една двойка тюлени от Гърция.
В наши дни цялата популация се изчислява на по-малко от 600 индивида, които са разпръснати на голяма територия. Това налага класифицирането на този вид като критично застрашен. Има само две места, където популацията на средиземноморския тюлен монах се смята за жизнеспособна: Егейско море и най-вече тази на брега на Кабо Бланко в Западна Сахара. Тази популация най-вероятно поддържа малкото, но растящо ядро тюлени, живеещи на островите Дезертас. Тези ключови за вида места са на практика на противоположните краища на ареала му, което прави естествената размяна на индивиди между двете популации невъзможна.
За два месеца през лятото на 1997 г. умират две трети от 300 тюлена от популацията в Кабо Бланко – събитие, което излага на риск жизнеспособността на вида. Становищата за причинителя на това изтребление остават раздвоени между епизоотия от морбили и бум на отровни водорасли. Това масово измиране допълнително задълбочава проблема относно оцеляването на този критично застрашен вид. След 1997 г. популацията в Кабо Бланко е започнала бавно да възстановява броя си и вече наброява около 150 индивида. Макар и намаляла наполовина в сравнение с броя си отпреди десет години, тази колония все още е многократно по-голяма от останалите. Заплахата, че друго сходно събитие може да заличи цялата популация в Кабо Бланко, остава.

## Опазване
Щети, нанесени на рибарски мрежи и редки атаки над морски рибни ферми в Турция и Гърция, са сред причините местните хора да убиват средиземноморския тюлен монах в миналото. Преди всичко те са правили това за отмъщение, а не с цел регулиране на броя на животните. От 70-те години на XX век насам граждански организации, фондации и университети в двете страни полагат усилия за запазването на този вид. В изминалите десет години много групи са провели мисии с цел запознаването на местните жители с необходимостта от опазване на вида и начините за предотвратяване на конфронтация между тюлена и човека.
Една от най-големите групи сред фондациите, насочили усилията си към спасяването на средиземноморския тюлен монах, е Групата по изследване на средиземноморския тюлен (на турски: Akdeniz Foklarını Araştırma Grubu (AFAG)), принадлежаща към Фондацията по подводни изследвания (на турски: Sualtı Araştırmaları Derneği (SAD)) в Турция. Групата е поела инициативи съвместно с властите в община Фоча, които включват още създаването на гореща телефонна, факс и и-мейл линия в случай на забелязване на тюлен.
Опазването на вида изисква защитаване на морето и бреговата ивица поради нуждата на средиземноморския тюлен монах от пещери, където да почива и да се размножава. Въпреки че сериозните инструктори по подводно гмуркане избягват да посещават пещери, където се знае, че живеят тюлени, често слухът, че в някоя пещера е забелязан тюлен, е достатъчен да я превърне в туристическа атракция. Подобни безотговорни подводни гмуркания са в състояние да прогонят плахия средиземноморски тюлен монах от потенциално подходящи за вида местообитания.